# 育英センター
育英センター（いくえいセンター）は、富山県富山市を本拠地とする幼児・小・中・高校生対象の総合学習塾。運営会社は株式会社富山育英センター。富山県、石川県、福井県でそれぞれ「富山育英センター」「金沢育英センター」「福井育英センター」計31校舎を展開する。
富山育英センターの中学受験においては富山大学人間発達科学部附属中学校、片山学園中学校の合格者数が県内最多。また高校受験、大学受験の合格者数も多い。

## 沿革
- 1977年 - 片山浄見理事長により創設。教師1名、生徒1名。
- 1979年 - 富山県内初となる公開模試（現在の富山県立高校入試育英模擬試験）を実施。教師4名、生徒90名。
- 1981年 - 夏期特訓合宿を開始。初の教育講演会を開催。教師10名、生徒250名。
- 1987年 - 富山本部校を開校。「高校入試直前セミナー」の放映を北日本放送で開始。教師42名、生徒1380名。
- 1989年 - 育英予備校を開校。教師48名、生徒2000名。
- 1992年 - オーストラリアファームキャンプ（以後オーストラリアサマースクール）を実施。教師70名、生徒3040名。
- 1993年 - 第1回IPA（育英保護者の会）総会を実施。教師92名、生徒3750名。
- 1995年 - 金沢本部校を開校(現在の金沢中央校)。教師120名、生徒5380名。
- 1996年 - 学校法人片山学園を設立。教師151名、生徒5690名。
- 1997年 - 個別指導開始。教師158名、生徒5770名。
- 2000年 - 福井本部校を開校。育英家庭教師システムを設立。英語スピーチコンテスト開始。教師180名、生徒6100名。
- 2011年 - 金沢育英センターに津幡校を開校。（第2回育英模試と同時に）
- 2021年 - 片山浄見社長が代表権のある会長に就き、長男・片山大輔社長が就任。

## 校舎
富山育英センター
- 富山本部校
  - 富山本部校本館  (小学部)
  - 富山本部校別館  (中学部)
  - 富山本部校2号館（高校部）

- 高岡本部校
- 魚津本部校
- 城南本部校
- 富山駅前校
- 天正寺校
- 岩瀬校
- 婦中校
- 滑川校
- 黒部校
- 高岡駅南校
- 新湊校
- 小杉校
- 砺波校
- 小矢部校

金沢育英センター
- 金沢本部校
- 東金沢校
- 小松校

福井育英センター
- 福井本部校
- 武生校

学習塾penet
- 入善校（富山育英センター）
- 大沢野校（富山育英センター）
- 氷見校（富山育英センター）
- 福光校（富山育英センター）
- 県庁前校（金沢育英センター）
- 津幡校（金沢育英センター）

大学受験予備校
- 富山育英予備校
- 育英予備校金沢

学校法人片山学園
- 片山学園中学校・高等学校
- 片山学園初等科[1]
- 富山クリエイティブ専門学校
- 富山コンピュータ専門学校、富山建築・デザイン専門学校（2012年に統合されて発足）